# چارچنگولی
چارچنگولی فیلمی ایرانی محصول سال ۱۳۸۷ به کارگردانی، نویسندگی و تهیه‌کنندگی سعید سهیلی است. در این فیلم سید جواد رضویان و رضا شفیعی جم به ایفای نقش پرداخته‌اند. داستان آن دربارهٔ شهرام و بهرام چنگولی، برادران دوقلوی به‌هم‌چسبیده است که از ناحیه کتف و شانه به هم چسبیده‌اند. آنها از نظر ظاهر و عقاید و طرز تفکر به شدت با یکدیگر متفاوت‌اند اما مجبورند همدیگر را تحمل کنند.
این فیلم در ۱ آبان ۱۳۸۷ اکران شد و پرفروش‌ترین فیلم ایرانی در سال ۱۳۸۷ بود.

## بازیگران
| بازیگر         | نقش                   | توضیحات                                              |
| -------------- | --------------------- | ---------------------------------------------------- |
| سیدجواد رضویان | بهرام چنگولی (احمد)   | اصلی                                                 |
| رضا شفیعی‌جم    | شهرام چنگولی (محمود)  | اصلی                                                 |
| بهاره رهنما    | ملوسک چنگولی          | زن شهرام                                             |
| ساعد سهیلی     | بهنام چنگولی          | برادر شهرام، بهرام و اسماعیل                         |
| مژگان بیات     | میمنت کشکولی          | زن بهرام                                             |
| رضا فیض‌نوروزی  | آقای چنگولی           | عمو شهرام، بهرام، بهنام و اسماعیل                    |
| فتحعلی اویسی   | قطب‌الدین میرزا کشکولی | دایی شهرام، بهرام، بهنام و اسماعیل                   |
| مینا جعفرزاده  | خانم کشکولی           | مادر شهرام، بهرام، بهنام و اسماعیل                   |
| شهرام قائدی    | فریدون چنگولی         | برادر ملوسک و پسرعمو شهرام و بهرام و بهنام و اسماعیل |
| حسن چودن       | اسماعیل چنگولی        | برادر شهرام، بهرام و بهنام                           |
| مهران رجبی     | مهران                 | روحانی                                               |

## خلاصه فیلم
داستان فیلم در مورد شهرام و بهرام چنگولی، برادران دوقلوی به‌هم‌چسبیده است که از ناحیه کتف و شانه به هم چسبیده‌اند و دست چپ شهرام با دست راست بهرام مشترک است. آنها از نظر ظاهر و عقاید و طرز تفکر به شدت با یکدیگر متفاوت اند اما مجبورند همدیگر را تحمل کنند. بهرام که اهل دین و مذهب است، اسم دینی احمد را برای خود و اسم محمود را برای شهرام انتخاب می‌کند. این موضوع باعث اتفاقات طنزی در طول قصه می‌شود و در انتها با عملی از هم جدا می‌شوند. آن‌ها دو برادر دیگر به اسم اسماعیل و بهنام دارند که اسماعیل از همه بزرگتر و قصاب است و بهنام از همه کوچک‌تر است و در بسیج محله فعالیت می‌کند.
شهرام اهل جشن و مهمانی است و هیچ عقیده مذهبی ندارد و از کارها و عقیده‌های بهرام متنفر است. بهرام به‌شدت مذهبی است و از کارهای شهرام و جشن و مهمانی به شدت متنفر است. به همین دلیل آنها طرحی بنام طرح زوج و فرد را بر زندگی خود می‌افزایند که در روزهای زوج به مهمانی و جشن و کار در رستوران عمویشان و در روزهای فرد به ختم و عزاداری و کار در سفره‌خانهٔ دایی‌شان بروند و روزهای جمعه در اختیار مادرشان باشند. دایی شهرام و بهرام و بهنام و اسماعیل و پدر میمنت، مذهبی است و می‌خواهد دخترش میمنت را برای بهرام خواستگاری کند. عموی شهرام و بهرام و بهنام و اسماعیل و پدر ملوسک و فریدون که اهل جشن و پارتی و مهمانی و تجملات است هم می‌خواهد دخترش را برای شهرام خواستگاری کند. در آخر، شهرام با دخترعمویش ملوسک و بهرام با دختردایی‌اش میمنت در یک روز عروسی می‌کنند و راهی ماه عسل می‌شوند.

## نقد
داستان این فیلم، برداشتی از فیلم هالیوودی وابسته به تو(۲۰۰۳) با بازی مت دیمون و گرگ کینر است.